# Targhe d'immatricolazione della Macedonia del Nord

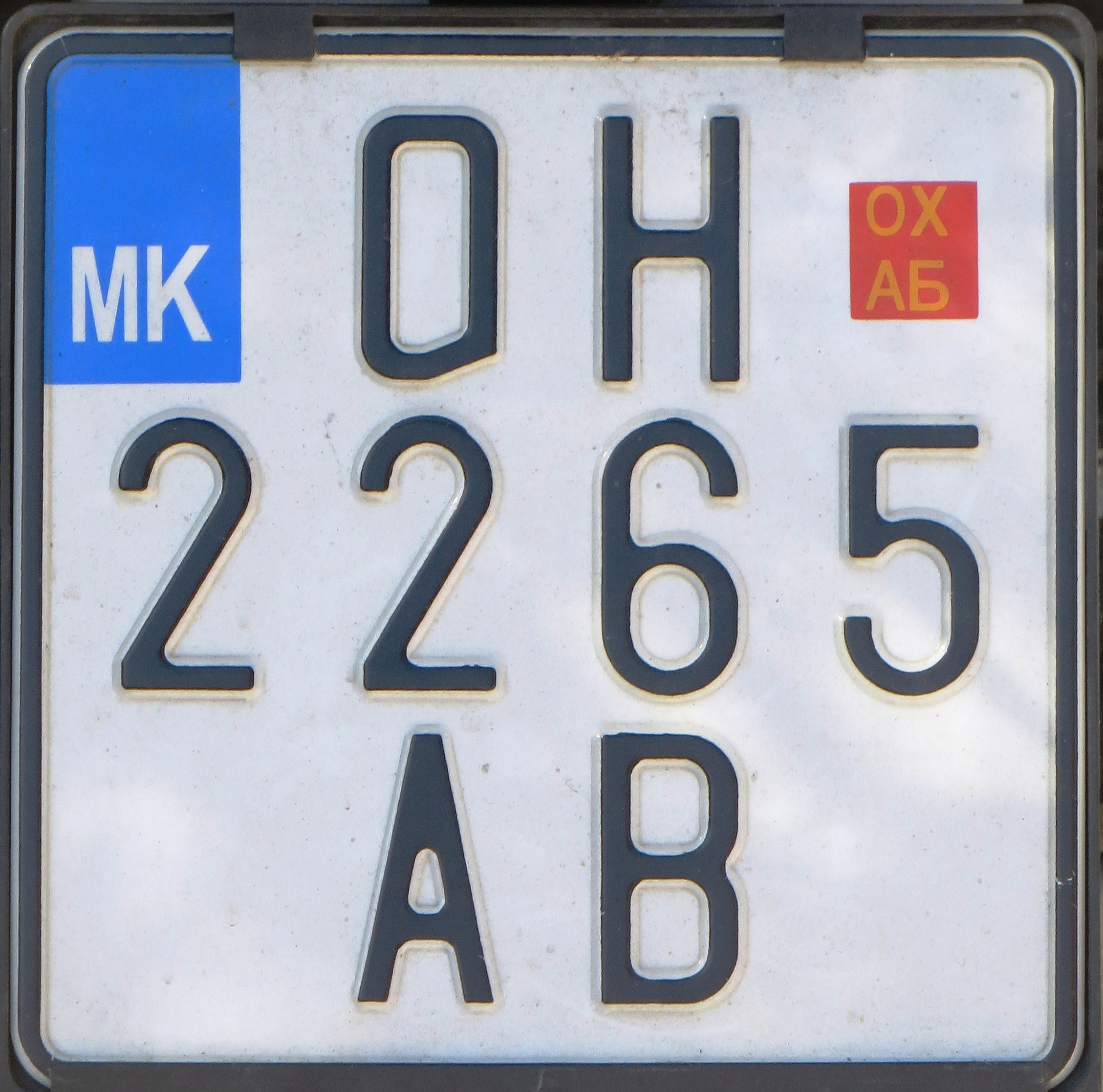
Targa di un motociclo con l'ex sigla "MK" in alto a sinistra

Le targhe d'immatricolazione della Macedonia del Nord sono destinate ai veicoli del Paese balcanico.

## Aggiornamento del codice internazionale

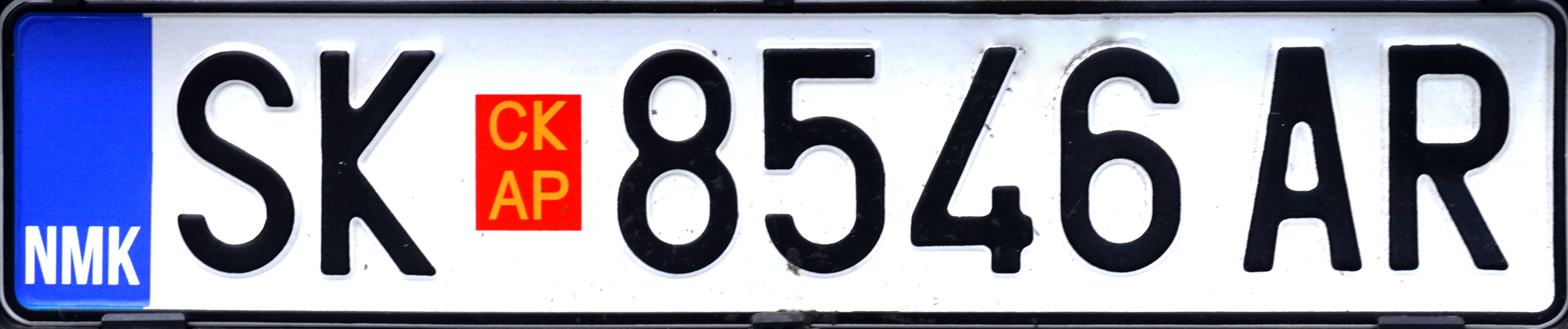
Targa con la sigla internazionale "NMK" in uso da marzo 2019

Dopo che a metà febbraio del 2019, in concomitanza con la modifica del nome del Paese in base all'accordo di Prespa,  era stato deciso dal Ministro dell'Interno Oliver Spasovski di far coprire il vecchio codice internazionale "MK", all'interno della banda blu presente nei veicoli immatricolati dal 2012, con le lettere adesive NMK, da marzo dello stesso anno sono state ufficialmente emesse le targhe con la nuova sigla.

## Modifiche intervenute dal 1993 e sistema in uso

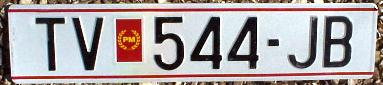
Formato emesso da giugno 1993 al 1995

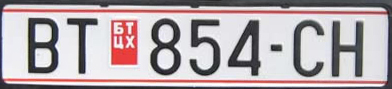
Formato 1995–19 febbraio 2012

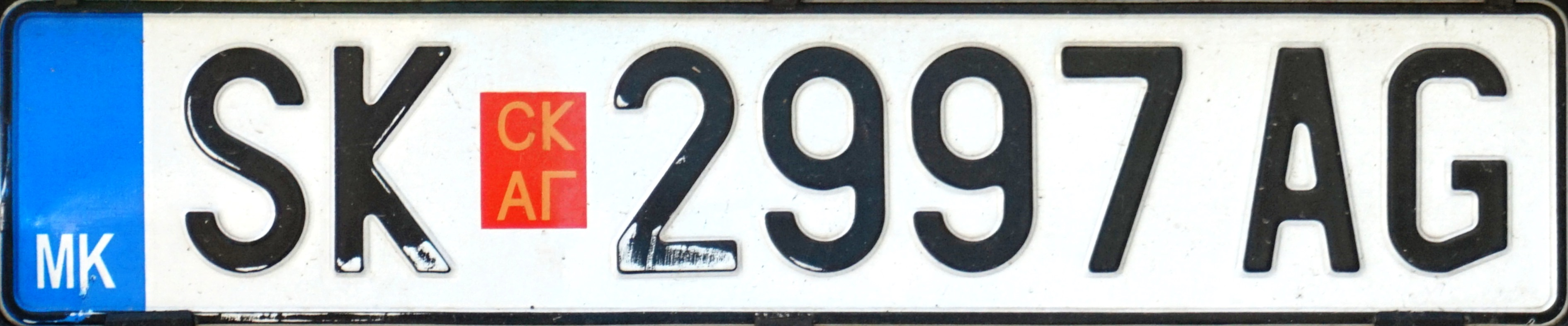
Targa standard, con le lettere MK nella banda blu, utilizzata dal 20/02/2012 al 28/02/2019

Fino alla fine di maggio del 1993 le targhe emesse erano identiche a quelle dell'ex Jugoslavia, con la stella rossa tra la sigla dell'area di immatricolazione e i due gruppi di cifre.
Da giugno 1993 al 19 febbraio 2012 erano contornate sopra e sotto da una linea rossa. Consistevano in due lettere indicanti il distretto, un numero a tre cifre, un trattino e altre due lettere utilizzate per definire una suddivisione territoriale dello stesso distretto. Tra la sigla automobilistica e il numero era impresso un rettangolo rosso all'interno del quale nel primo formato (1993–1995) comparivano le lettere cirilliche "PM" (iniziali di Pепублика Mакедонија, in macedone Repubblica di Macedonia) gialle tra due ghirlande di frumento (uno degli emblemi nazionali) dello stesso colore. Nel formato successivo (1995–2012) venivano ripetute all'interno del rettangolo la sigla dell'area d'immatricolazione in alto e le lettere identificative del comune in basso, entrambe bianche.
Dal 20 febbraio 2012 le dimensioni erano state conformate agli standard europei: 520 × 110 mm per le targhe su un'unica linea e 280 × 200 mm per quelle su due linee. A sinistra era stata introdotta una banda azzurra all'interno della quale, fino a tutto febbraio del 2019, era riportata in basso la sigla automobilistica internazionale MK a caratteri bianchi; le cifre a destra del codice dell'area di immatricolazione, scritto in caratteri latini, sono tuttora quattro, precedute da un rettangolo rosso al cui interno, in caratteri cirillici ridotti di colore giallo, sono ripetute in alto la sigla del comune capoluogo distrettuale e in basso le due lettere (che avanzano progressivamente da ABa ZZ) posizionate dopo la numerazione.
I motocicli e i ciclomotori hanno targhe con lettere e cifre disposte su tre righe (del tipo SK/0123/AB).
È sempre stato possibile avere targhe, sia posteriori che anteriori, su due righe.

## Varianti del formato standard

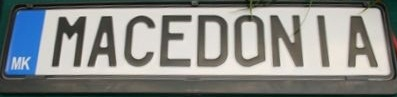
Targa personalizzata

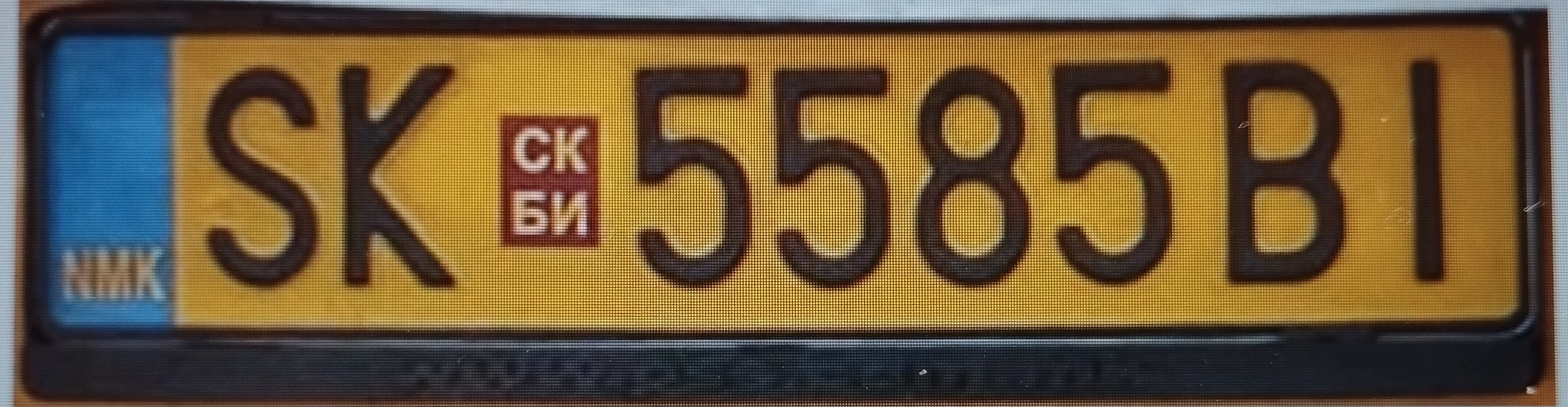
Targa di un taxi del tipo introdotto presumibilmente nel 2022

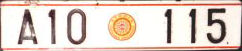
Formato per automezzi dell'Esercito

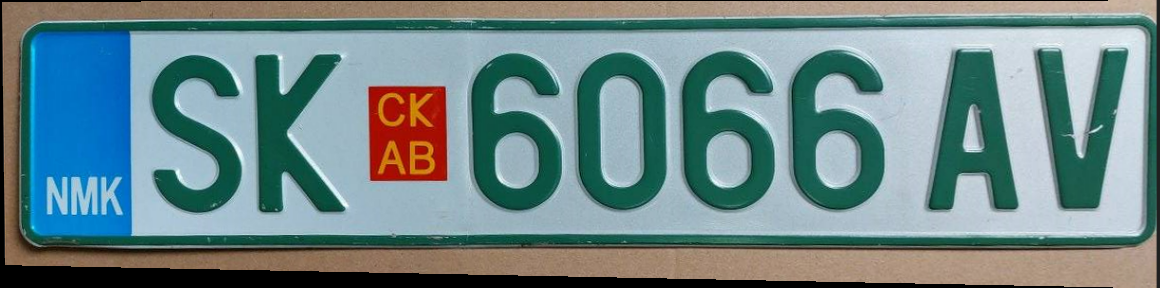
Formato introdotto nel 2012 per le macchine agricole (esclusi i trattori)

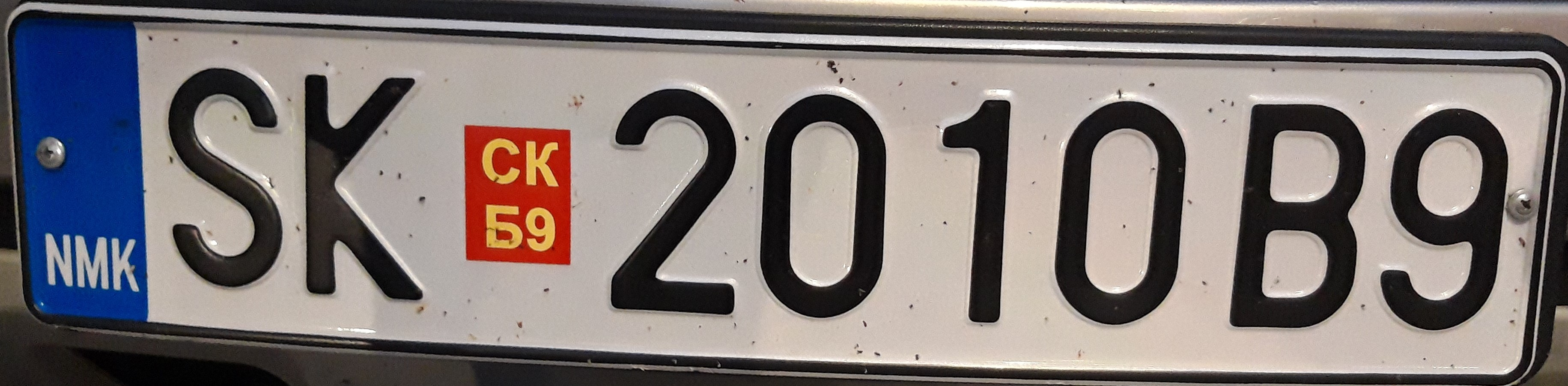
Targa apposta sul veicolo di un proprietario con residenza all'estero

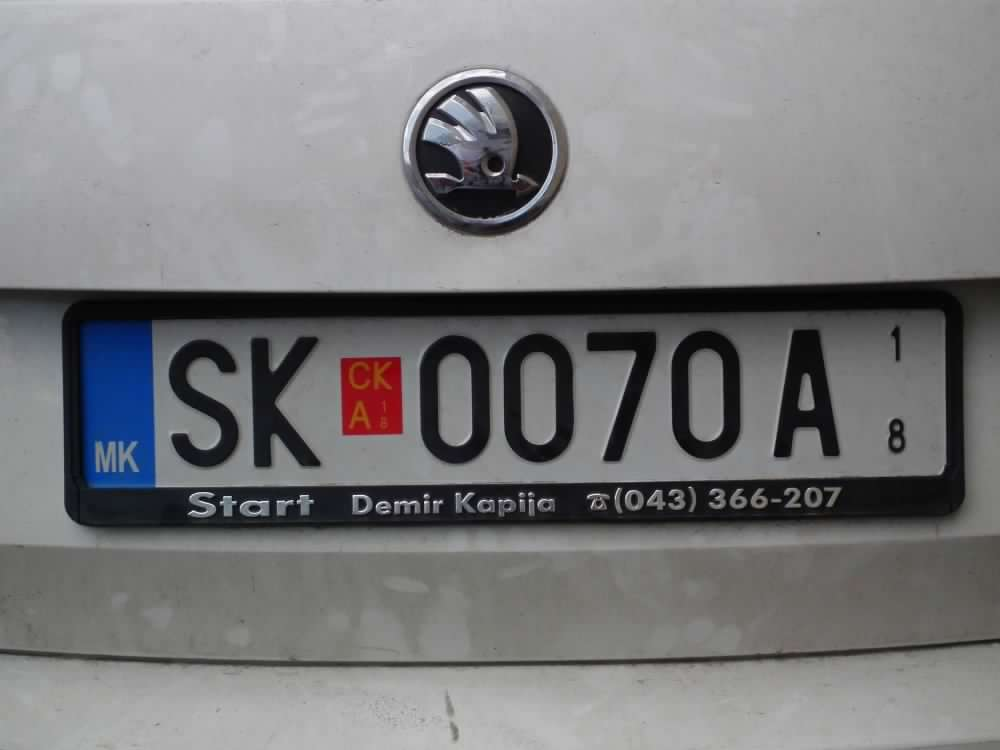
Targa di transito o da esportazione (il 18 in piccolo a destra sta per 2018)

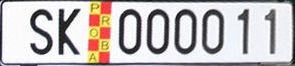
Targa prova per concessionari

- Dal 20 febbraio 2012 è possibile richiedere, previo pagamento di una sovrattassa, targhe personalizzate prive dell'indicazione della provenienza; le combinazioni sono formate da cifre e lettere (escluse "Q" e "W") oppure solo da lettere o cifre. Il limite massimo è di nove caratteri.
- Presumibilmente a partire dal 2022, nelle targhe dei taxi i caratteri sono gialli su fondo nero; anche le lettere NMK della sigla internazionale nella banda blu sono gialle.
- I veicoli dell'Esercito hanno un formato con bordo rosso e due blocchi di numeri, il primo dei quali è preceduto da una lettera progressiva da "A" a "Z". Dopo la seconda cifra nelle targhe su un'unica linea e a sinistra in quelle posteriori su doppia riga è impresso lo stemma del Corpo, circolare e giallo arancio, con all'interno la scritta in rosso Aрмија иа Pепублика Mакедонија (Armija na Republika Makedonija), le cui iniziali APM sono ripetute a caratteri bianchi in un piccolo cerchio rosso al centro del logo.
- Gli autoveicoli in dotazione alla Polizia hanno due tipi di targhe: quelle posteriori sono composte da due blocchi di numeri a tre cifre (di colore blu su fondo bianco) separati dallo stemma del Corpo; quelle anteriori riportano la scritta in cirillico ПОЛИЦИЈА con lettere azzurre in campo bianco e, sotto, la scritta in inglese POLICE con lettere bianche in campo rosso.
- Le targhe degli automezzi di dimensioni eccezionali o con massa superiore a 40 t si differenziano unicamente per i caratteri rossi.
- Le macchine da cantiere e i trattori presentano una targa posteriore su due righe con bordo e caratteri gialli su base bianca, mentre le macchine agricole (eccettuati i trattori) hanno bordo e testo verdi su un'unica linea. 
Prima del 20/02/2012 tutti i mezzi agricoli avevano lettere e cifre bianche su fondo verde.
- Nei veicoli intestati a proprietari non residenti in Macedonia, la seconda lettera è sostituita dalla cifra fissa 9, mentre la prima lettera dopo la numerazione avanza in ordine alfabetico iniziando da "A". Dal 1995 la sola lettera seriale e dal 20 febbraio 2012 anche la cifra "9" sono ripetute in caratteri cirillici ridotti dentro il rettangolo rosso, allo stesso modo delle targhe ordinarie.
- Le targhe temporanee di transito o da esportazione si contraddistinguono per la sola lettera A oppure E dopo le cifre, ripetuta in caratteri cirillici gialli sotto la sigla distrettuale dentro il rettangolo rosso; le ultime due cifre dell'anno di scadenza della validità, di dimensioni ridotte, sono allineate verticalmente a destra e anch'esse ripetute all'interno del rettangolo rosso, posposte alla lettera "A" o "E". 
Prima del 20 febbraio 2012 lettere e cifre erano verdi. Il formato 1995–2012 era su doppia linea e una E precedeva, separata da un trattino, la sigla distrettuale sulla linea superiore (ripetuta in caratteri cirillici bianchi nel rettangolo rosso), mentre su quella inferiore erano posizionati due numeri separati da un altro trattino, il primo di tre e il secondo, indicante l'anno di validità (es.: 02 = 2002), di due cifre. 
Il formato emesso da giugno 1993 al 1995 era su un'unica linea e aveva, come quello attuale, le ultime due cifre dell'anno di scadenza della validità allineate in verticale a destra, ma la parte numerica precedeva un trattino e una lettera seriale che avanzava in ordine alfabetico da "A"; nel rettangolo rosso erano impresse solo le lettere cirilliche gialle "PM", iniziali in lingua macedone del vecchio nome del Paese.
- Le targhe prova attualmente in uso per concessionari e proprietari di autofficine o garage, come in altri Paesi europei, sono sprovviste di banda blu, inoltre sono adesive, da incollare generalmente sul parabrezza e sul lunotto[5]. La sigla del capoluogo distrettuale è seguita da una fascia verticale con una scacchiera gialla e rossa; sui cinque quadrati gialli sono posizionate le lettere nere che compongono la parola PROBA o ПРОБA in caratteri rispettivamente latini o cirillici, scritta in verticale; essa precede sei cifre progressive a partire da 000001.
Nel vecchio formato di cartone, emesso fino al 19 febbraio 2012, queste targhe erano riconoscibili per una fascia orizzontale rossa in alto dove erano scritte, da sinistra a destra e a caratteri bianchi, le lettere identificative del capoluogo distrettuale e la dicitura ПРОБA (ossia "prova" in cirillico); in basso la combinazione alfanumerica (di colore nero) dopo la sigla era composta da due numeri, il primo di tre e il secondo di due cifre, separati da un trattino.
- Dal 20 febbraio 2012 i veicoli storici (per essere considerati tali devono essere passati più di 35 anni dalla prima immatricolazione) sono provvisti di targhe che si distinguono per i caratteri grigi su sfondo bianco e la lettera H, che sta per Historical vehicle, dopo le quattro cifre; a destra sono allineate in verticale le ultime due cifre dell'anno di immatricolazione della vettura (ad esempio 70 = 1970).
- Le targhe provvisorie sostitutive in caso di furto o smarrimento sono gialle con lettere e numeri neri, sprovviste di banda blu e rettangolo rosso.

### Automezzi dellEUPOL PROXIMA Macedonia

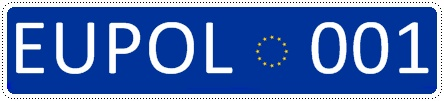
Targa di un automezzo dellEUPOL PROXIMA Macedonia (emissione cessata alla fine del 2005)

### Automezzi dell'EUPOL PROXIMA Macedonia
Il mandato dell'EUPOL PROXIMA Macedonia era di riformare le forze di polizia nazionali e la polizia doganale allo scopo di renderle conformi alla normativa europea. Avviata il 15 dicembre 2003, la missione si è conclusa il 14 dicembre 2005. In tale periodo sono state emesse targhe di formato speciale per i veicoli di questa forza: le lettere EUPOL precedevano le dodici stelle dell'Unione europea e un numero progressivo composto da 1-3 cifre; i caratteri erano bianchi o gialli su fondo azzurro.

## Sigle automobilistiche e aree di immatricolazione corrispondenti

Carta con le sigle automobilistiche e i relativi distretti a partire da giugno 2020

Distribuzione geografica delle sigle automobilistiche identificative dei distretti dal 4 giugno 2015 al 29 maggio 2019

Distribuzione geografica di sigle automobilistiche e rispettivi distretti dal 1º settembre 2013 al 3 giugno 2015

Distribuzione geografica delle sigle automobilistiche identificative dei distretti dal 20 febbraio 2012 al 28 febbraio 2013

Dal 20 febbraio 2012 al 1º giugno 2020, in concomitanza con l'istituzione di ventiquattro nuovi distretti, sono state emesse nuove sigle che li identificano nelle targhe d'immatricolazione.
| Sigla | Comune/città capoluogo distrettuale | Note |
| ----- | ----------------------------------- | --- |
| BE    | Berovo                              | Dal 1º marzo 2013. |
| BT    | Bitola                              | Comprende i comuni di Mogila e Novaci.                                                                                        |
| DB    | Debar                               | Dal 4 giugno 2015. Include il comune di Centar Župa.                                                                          |
| DE    | Delčevo                             | Dal 1º marzo 2013. |
| DH    | Demir Hisar                         | Dal 30 maggio 2019. |
| DK    | Demir Kapija                        | Dal 4 giugno 2015. |
| GE    | Gevgelija                           | Dal 20 febbraio 2012. Comprende i comuni di Bogdanci e Dojran.                                                                |
| GV    | Gostivar                            | Dal 1985. Comprende i comuni di Mavrovo e Rostuša e Vrapčište.                                                                |
| GV    | Gevgelija                           | Solo dal 1984 al 1985, quando il codice indicava un distretto dell'ex Jugoslavia                                              |
| KA    | Kavadarci                           | Dal 20 febbraio 2012. Include il comune di Rosoman.                                                                           |
| KI    | Kičevo                              | Dal 20 febbraio 2012. |
| KO    | Kočani                              | Dal 20 febbraio 2012. Comprende i comuni di Češinovo-Obleševo e Zrnovci.                                                      |
| KP    | Kriva Palanka                       | Dal 20 febbraio 2012. Comprende il comune di Rankovce.                                                                        |
| KR    | Kratovo                             | Dal 4 giugno 2015. |
| KS    | Kruševo                             | Dal 30 maggio 2019. |
| KU    | Kumanovo                            | Include i comuni di Lipkovo e Staro Nagoričane.                                                                               |
| MB    | Makedonski Brod                     | Dal 4 giugno 2015. Comprende il comune di Plasnica.                                                                           |
| MK    | Makedonska Kamenica                 | Dal 4 giugno 2015. |
| NE    | Negotino                            | Dal 1º marzo 2013. |
| OH    | Ohrid                               | Comprende il comune di Debarca.                                                                                               |
| PE    | Pehčevo                             | Dal 1º giugno 2020. |
| PP    | Prilep                              | Include i comuni di Dolneni e Krivogaštani.                                                                                   |
| PS    | Probištip                           | Dal 4 giugno 2015. |
| RA    | Radoviš                             | Dal 20 febbraio 2012. Comprende il comune di Konče.                                                                           |
| RE    | Resen                               | Dal 1º marzo 2013. |
| SK    | Skopje                              | Comprende i comuni di Aračinovo, Čučer-Sandevo, Ilinden, Petrovec, Sopište, Studeničani e Zelenikovo.                         |
| SN    | Sveti Nikole                        | Dal 1º marzo 2013. Include il comune di Lozovo.                                                                               |
| SR    | Strumica                            | Dal 1998 (il codice precedente ST poteva essere confuso con ŠT = Štip). Comprende i comuni di Bosilovo, Novo Selo e Vasilevo. |
| ST    | Strumica                            | Fino al 1998. |
| ST    | Štip                                | Dal 20 febbraio 2012. Comprende il comune di Karbinci.                                                                        |
| ŠT    | Štip                                | Fino al 20 febbraio 2012. |
| SU    | Struga                              | Dal 20 febbraio 2012. |
| TE    | Tetovo                              | Include i comuni di Bogovinje, Brvenica, Jegunovce, Tearce e Želino.                                                          |
| TV    | Titov Veles                         | Fino al 1999, anche se già dal 1996 la città e il comune omonimo si chiamavano Veles.                                         |
| VA    | Valandovo                           | Dal 4 giugno 2015. |
| VE    | Veles                               | Dal 1999. Comprende i comuni di Čaška e Gradsko.                                                                              |
| VI    | Vinica                              | Dal 1º marzo 2013. |
| VV    | Vevčani                             | Dal 1º settembre 2013. |

## Targhe diplomatiche

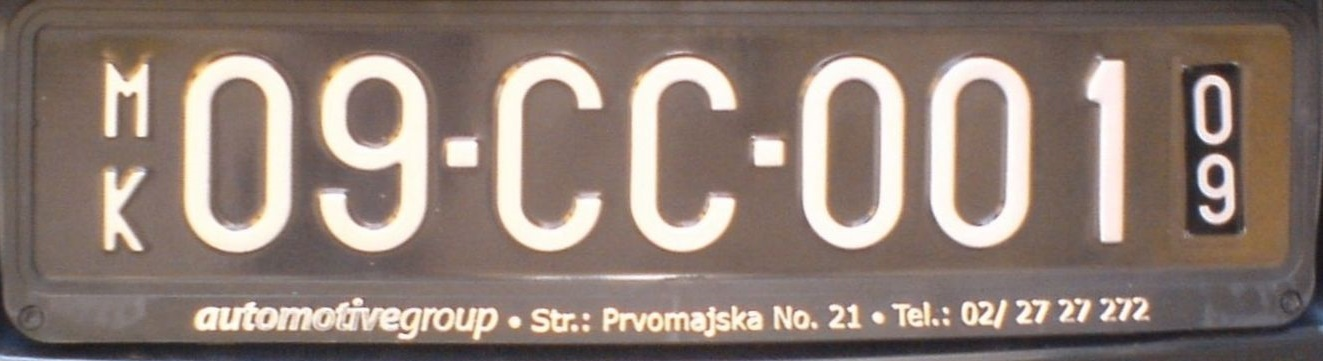
Targa d'immatricolazione di un veicolo del Corpo consolare francese (numero 09 a sinistra) immatricolato nel 2009

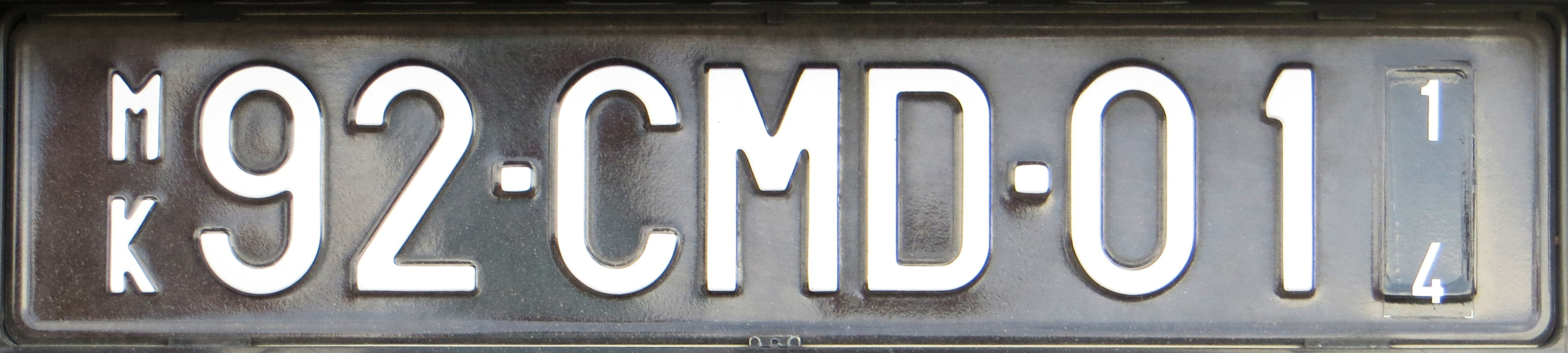
Targa (emessa nel 2014) della vettura del capo di una missione diplomatica. Il numero 92 corrisponde all'OSCE

Le targhe diplomatiche sono nere con caratteri bianchi. A sinistra le lettere "MK" allineate in verticale precedono un numero di due cifre, indicante lo Stato della rappresentanza o l'organizzazione internazionale, che è seguito da un trattino, le lettere (da una a tre) della sigla, un altro trattino, un numero che parte da "001" (da "01" se la sigla è "CMD") e le ultime due cifre dell'anno di emissione, allineate verticalmente.
Nelle targhe dei motocicli la disposizione dei caratteri è su tre righe: su quella superiore si trova il numero identificativo del Paese; su quella centrale le lettere "MK" sono scritte in orizzontale e precedono un trattino, il codice e l'anno di emissione con le ultime due cifre in verticale; sulla linea inferiore è posizionato un numero progressivo di tre cifre.
I codici in uso sono i seguenti:
- CC - Corpo consolare
- CD - Corpo diplomatico

- CMD - Capo di una missione diplomatica
- S - Personale non diplomatico (Staff)

### Sigle emesse dal 1993 al 1996[9]
- A - Corpo diplomatico
- E - Personale non diplomatico accreditato presso un'ambasciata o un consolato
- M - Personale diplomatico in missione all'estero

## Contenzioso con la Grecia

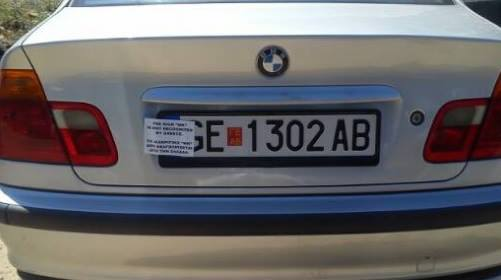
Targa posteriore con la vecchia sigla "MK" a sinistra coperta da un adesivo al passaggio della frontiera con la Grecia

Subito dopo l'indipendenza dall'ex Jugoslavia (8 settembre 1991), a causa del mancato riconoscimento del nome del Paese, iniziò una disputa diplomatica con la Grecia conclusasi il 17 giugno 2018 con la firma di un accordo tra il ministro degli esteri Dimitrov e quello greco Kotziás sul cambiamento del nome da Macedonia a Macedonia del Nord. La procedura era stata già avviata a ottobre dello stesso anno, tuttavia la modifica costituzionale per poter adottare la nuova denominazione e aderire alla NATO e all'UE è stata approvata dal governo della Macedonia del Nord il 12 gennaio e da quello greco il 25 gennaio 2019. Il cambio del nome è divenuto effettivo il successivo 12 febbraio.
Poiché dal 2012 in ogni targa emessa era impressa nella banda blu verticale a sinistra la sigla automobilistica internazionale "MK", prima della data sopra specificata le autorità greche coprivano la banda suddetta con un adesivo da applicare sulle targhe di tutti i veicoli che attraversavano la frontiera greca. Su di esso era scritto, in greco e in inglese: "Riconosciuta dalla Grecia come FYROM", acronimo che in inglese sta per Former Yugoslav Republic Of Macedonia, cioè Repubblica di Macedonia dell'ex Jugoslavia.